# San Cristóbal de las Casas
San Cristóbal de las Casas är en ort och kommun i sydöstra Mexiko, belägen i delstaten Chiapas' Centrala Högland, även känd med sitt inhemska Tzotzil namn, Jovel. Centralorten har cirka 170 000 invånare, med totalt cirka 200 000 invånare i hela kommunen. Den var delstatens huvudstad till 1892 och anses fortfarande vara Chiapas kulturella huvudstad. Den fungerar även som huvudstad för Los Altos de Chiapasregionen, som består av 17 separata kommuner.
San Cristóbal är mest uppbyggt på bergsterräng, men staden ligger i en dal kantad av berg. Den centrala staden bibehåller sin spanska koloniala layout och mycket av dess arkitektur, med tak av röda tegelpannor, kullerstensgator och smidda järnbalkonger. Stadens ekonomi vilar huvudsakligen på handel, service och turism. Turism som baseras på stadens historia, kultur och inhemska befolkning, men även själv har påverkat staden med främmande element. Några framträdande landmärken är Katedralen, Santo Domingo-kyrkan med dess stora öppna hantverksmarknad och Casa Na Bolom-museet.

## Orter
De folkrikaste orterna i kommunen 2013 var:
1. San Cristóbal de las Casas, 169 081 invånare
2. San Antonio del Monte, 2 433 invånare
3. La Candelaria, 1 955 invånare¹
4. Mitzitón, 1 293 invånare¹
5. San José Yashitinín, 1 109 invånare¹

¹ Folkmängd 2010.

## Historik

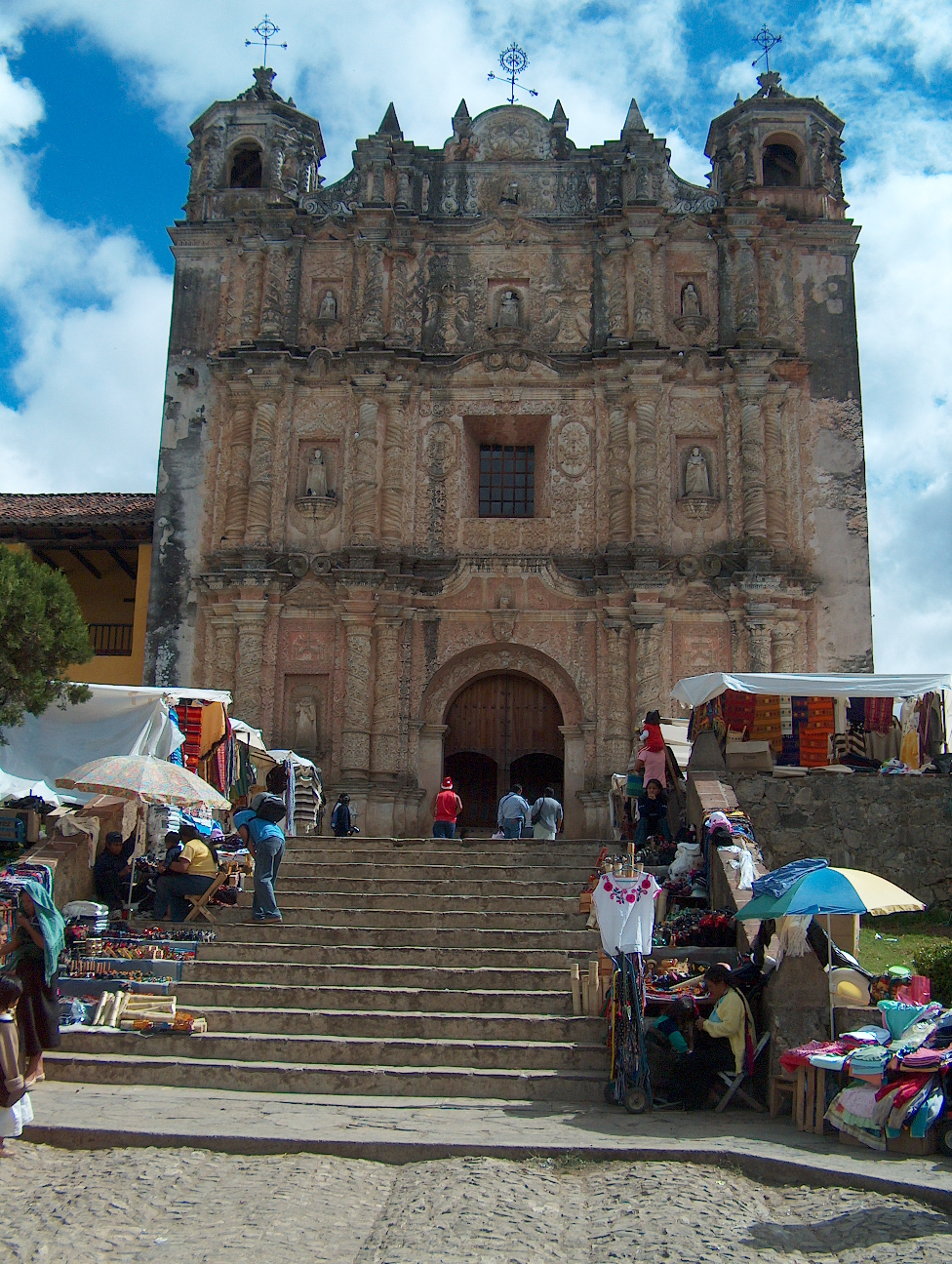
Fasaden på kyrkan Santo Domingo de Guzmán

Kaptenen och guvernören Diego de Mazariegos grundlade staden Villa Real de Chiapa 1528 efter att ha slagit ut urfolksgruppena zoque och chiapaneca och gjorde den till huvudstad i provinsen Chiapas. 1535 tillverkades stadsvapnet och staden bytte namn till Villa de San Cristóbal de los Llanos. 1536 fick staden stadsrättigheter, och fick åter ett nytt namn,  Ciudad Real de Chiapa. 1829, efter frigörelsen från Spanien, tog man bort Real (kunglig), och kallade staden Ciudad de San Cristóbal. 1848 fick staden sitt nuvarande namn San Cristóbal de las Casas, till Fray Bartolomé de las Casas, stadens förste biskops ära. Mellan 1934 och 1943 hette staden officiellt Ciudad Las Casas. 
Under kolonialtiden var San Cristóbal ett viktigt centrum för den spanska kolonialmakten, och i staden finns ett stort antal kyrkobyggen, palats och hus från den perioden. 

### Oavhängighet och oro
San Cristóbal de las Casas ligger mycket nära gränsen till Guatemala, och har historiska och kulturella band söderöver. I samband med självständigheten året 1821 ställde därför Guatemala krav på Chiapas, medan Mexiko ställde krav på hela Guatemala. Från San Cristóbal förklarade man sig först oavhängig från Guatemala, så att området 1823 blev en del av Mexiko. 1826 grundades ett universitet i San Cristóbal som fungerade fram till 1872. Chiapanesiska separatister opererade i området på 1850-talet och 1858 angreps även själva staden av separatistgerillan. 
Under en stor del av århundradet utspelades det även en strid mellan Tuxtla Gutiérrez och San Cristóbal de las Casas om delstatens huvudstad. 1834, 1858-61 och 1864-68 var Tuxtla Gutiérrez huvudstad, och slutgiltigt från 1892. 1911 organiserade godsägare från San Cristóbal ett uppror för att återta delstatshuvudstaden, något som inte lyckades. 

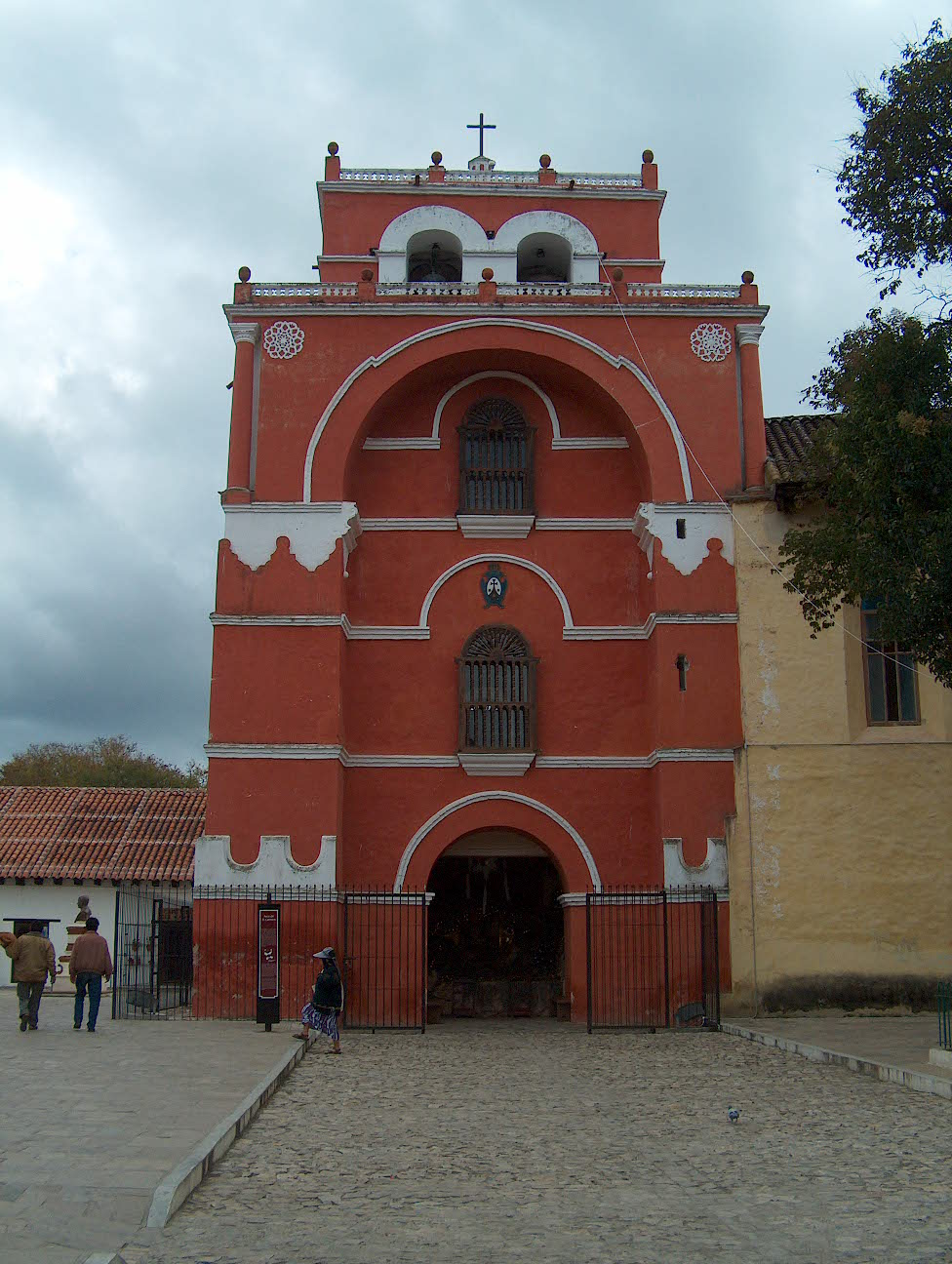
Detalj från kyrkan El Carmen

### Zapatist-gerillan
Den 1 januari 1994 kom San Cristóbal de las Casas in i politikens centrum, när den blev en av sju orter som ockuperades av styrkor från Zapatistarmén för nationell befrielse (EZLN), kända som zapatisternas väpnade gren. De intog rådhuset och flera statliga och delstatliga institutioner, samt angrep en militär garnison nära stadens område. Med krav på jämlikhet, rättvisa, demokrati och frihet för alla mexikaner framfört i "Första deklarationen från Lacandóndjungeln", som skulle följas av mer kommunikation, meddelade man omvärlden och i synnerhet Mexikos regering att: "Ya Basta!" (Nu får det vara nog!). Ockupationen varade i två veckor av hårda strider med militära styrkor, till dess att den mexikanska regeringen utlyste en vapenvila som godtogs av EZLN. Redan i februari 1994 blev staden sedan sätet för förhandlingar mellan gerillan och statsmakten i hopp om att kunna finna en fredlig politisk lösning på konflikten.
Med Subcomandante Marcos agerande i spetsen har aktionen tveklöst haft framgång, och den 8 augusti 2013 inbjöd zapatisterna omvärlden till en tredagars fiesta för att fira tio år av zapatistisk autonomi i fem "caracoles" i Chiapas. 1500 aktivister från hela världen kommer att delta i eventet, under namnet Little School of Liberty enligt zapatisterna.

## Befolkning
| År       | 1950   | 1960   | 1970   | 1980   | 1990   | 1995    | 2000    |
| -------- | ------ | ------ | ------ | ------ | ------ | ------- | ------- |
| Invånare | 23 054 | 27 198 | 32 833 | 60 550 | 89 335 | 116 729 | 132 421 |

48,1 % av befolkningen är män, 51,9 % kvinnor.

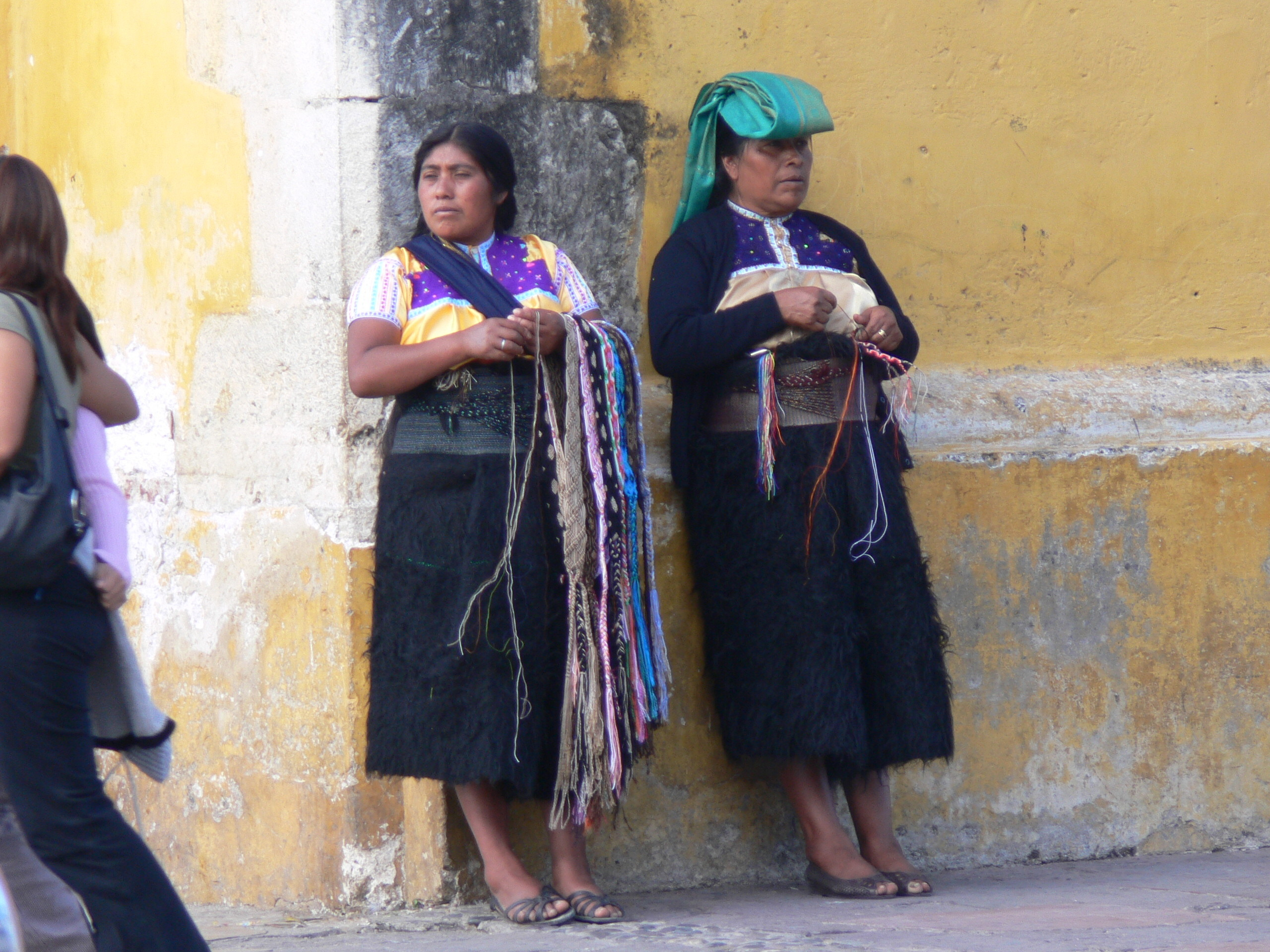
Två kvinnliga tzotziler med karakteristiska tjocka svarta ullkjolar på en gata i San Cristóbal

### Etnisk sammansättning
Mer än 60 % av invånarna identifierar sig som criollos och mestiser. Kreolerna är folk av spansk härkomst, medan mestiser stammar både från urfolk och från spanjorer. Dessa två grupper talar spanska och kan vara svårt att skilja på. 39 % av befolkningen tillhör urfolket, av vilket 19,24 % är ettspråkiga. Den största urfolksgruppen är tzotziler, tätt följd av tzeltaler, vilka båda härrör från området runt staden och företrädesvis talar tzotzil respektive tzeltal.